# 김돈규
김돈규(1972년 7월 29일(음력 6월 19일) - )는 대한민국의 가수이다.
투유프로젝트 슈가맨 시즌1  14회에서
얀 노래 가이드를 따다가 성대가 결절됐다고 알린바 있다.

## 생애
서울에서 태어나 경문고등학교를 졸업했다. 1993년 그룹 공일오비 4집에 참여하면서 데뷔했다. 노래 '나만의 슬픔'을 히트시켰다.

## 방송
JTBC슈가맨 시즌1 14회
1. ↑  링크[깨진 링크(과거 내용 찾기)]